# Phtheochroa kenyana
Phtheochroa kenyana es una especie de polilla de la familia Tortricidae. Se encuentra en Kenia.
La envergadura es de 15 mm en machos y 20 mm en hembras.

## Etimología
La especie lleva el nombre de Kenia, el país donde se describió la especie.